# Turistická značená trasa 6155
 Turistická značená trasa 6155 je 14,5 km dlouhá žlutě značená trasa Klubu českých turistů v okresech Kolín a Kutná Hora spojující Kolín se Zábořím nad Labem. Její převažující směr je východní.

## Průběh trasy
Trasa má svůj počátek u kolínského hlavního vlakového nádraží bez návaznosti na žádnou další turistickou trasu. Vede nejprve k jihu ulicí Dukelských hrdinů a poté na jihovýchod ulicí Plynárenskou, ve které vstupuje do souběhu s modře značenou trasou 1046 vedoucí z centra Kolína do Ratboře. Ten končí u křížení s Polepským potokem a železniční tratí do Ledečka. Trasa 6155 pokračuje průmyslovým předměstím Kolína dále k jihovýchodu do místní části Šťáralka, kde mění svůj směr na východní a přechází na cestu vedoucí střídavě poli a lesy, kříží železniční trať na Havlíčkův Brod a přimyká k trati na Pardubice. Poté, co jí překříží vede polní a posléze lesní cestou severovýchodně k říčce Klejnárce a odtud proti jejímu proudu na okraj Starého Kolína. Do jeho centra pokračuje v souběhu s modře značenou trasou 1096 z Kutné Hory, která zde končí. Trasa 6155 vede dále již samostatně severovýchodním směrem kolem místní vlakové zastávky a předměstím Bašta k bývalému přívozu přes Labe. Odtud pokračuje východním směrem proti jeho proudu střídavou lužní krajinou přes rozcestí se zde končící červeně značenou trasou 0049 z Kutné Hory a přírodní rezervaci Na hornické k soutoku Labe s Doubravou. Proti jejímu toku je trasa přivedena do Záboří nad Labem. U místního kostela se nachází rozcestí se zeleně značenou odbočkou z trasy 3096 Týnec nad Labem - Bernardov. Trasa pokračuje ulicemi obce k místnímu nádraží, kde končí bez návaznosti na žádnou další turistickou trasu.

## Turistické zajímavosti na trase
- Výklenková kaple svatého Cyrila a Metoděje ve Starém Kolíně
- Kostel svatého Ondřeje ve Starém Kolíně
- Výklenková kaple Panny Marie ve Starém Kolíně
- Bývalá Vorařská hospoda v Baště
- Budova Mědihamru v Baště
- Zdymadlo Veletov
- Přírodní rezervace Na hornické
- Soutok Labe a Doubravy
- Kostel svatého Prokopa v Záboří nad Labem
- Dřevěná zvonice u kostela svatého Prokopa v Záboří nad Labem

Úsek Záboří nad Labem - Na Hornické je součástí východočeské větve Svatojakubské cesty.